# Master Blaster (Jammin')
"Master Blaster (Jammin')" es una canción del músico y compositor estadounidense, Stevie Wonder, incluida en su álbum, Hotter than July (1980).

## Historia
La canción, con un ritmo evocador de la música reggae, rinde tributo al revolucionario creador de este género musical jamaicano, Bob Marley. Stevie Wonder actuó en vivo como telonero de Marley en su gira por Estados Unidos en otoño de 1980. La letra de la composición hace alusión a los "hijos de Jah", "Marley's Hot on the box" y el final de la guerra civil en Zimbabue.
La canción fue tema principal del álbum Hotter than July de Stevie Wonder. Tuvo un gran éxito. Encabezó durante siete semanas la lista de música R&B de Billboard. Alcanzó el número cinco en la lista de temas pop de Billboard en el otoño de 1980 y fue número dos en la lista general de temas del Reino Unido. En países como Nueva Zelanda , Austria y Suiza se aupó al número uno. También fue la canción más escuchada en Italia. En Francia llegó a vender 400.000 discos en 1980. En España, a principios de febrero de 1981, "Master Blaster" se sitúa en la sexta posición de los 40 principales.

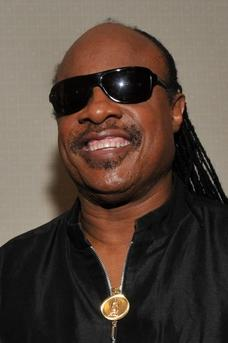
Stevie Wonder

## Músicos
- Stevie Wonder - Voz, Piano Rhodes, Clavinet, Órgano, Coro
- Nathan Watts - Bajo, Coro
- Benjamin Bridges - Guitarra, Coro
- Dennis Davis - Batería
- Earl DeRouen - Percusión, Coro
- Isaiah Sanders - Coro, Pianet, Órgano
- Hank Redd – Saxo
- Larry Gittens – Trompeta
- Rick Zunigar - Guitarra
- Coristas - Angela Winbush, Alexandra Brown Evans, Shirley Brewer, Marva Holcolm

## Versión de DJ Luck & MC Neat
El dúo de garage británico, DJ Luck & MC Neat, con el invitado especial, JJ, hicieron una versión de "Master Blaster (Jammin')", titulándola "On Da Street". El tema fue incluido en su Red Rose EP en 1999. La composición fue lanzada el año siguiente con el nombre de "Masterblaster 2000". Esta versión llegó al número 5 en las listas de éxito del Reino Unido.

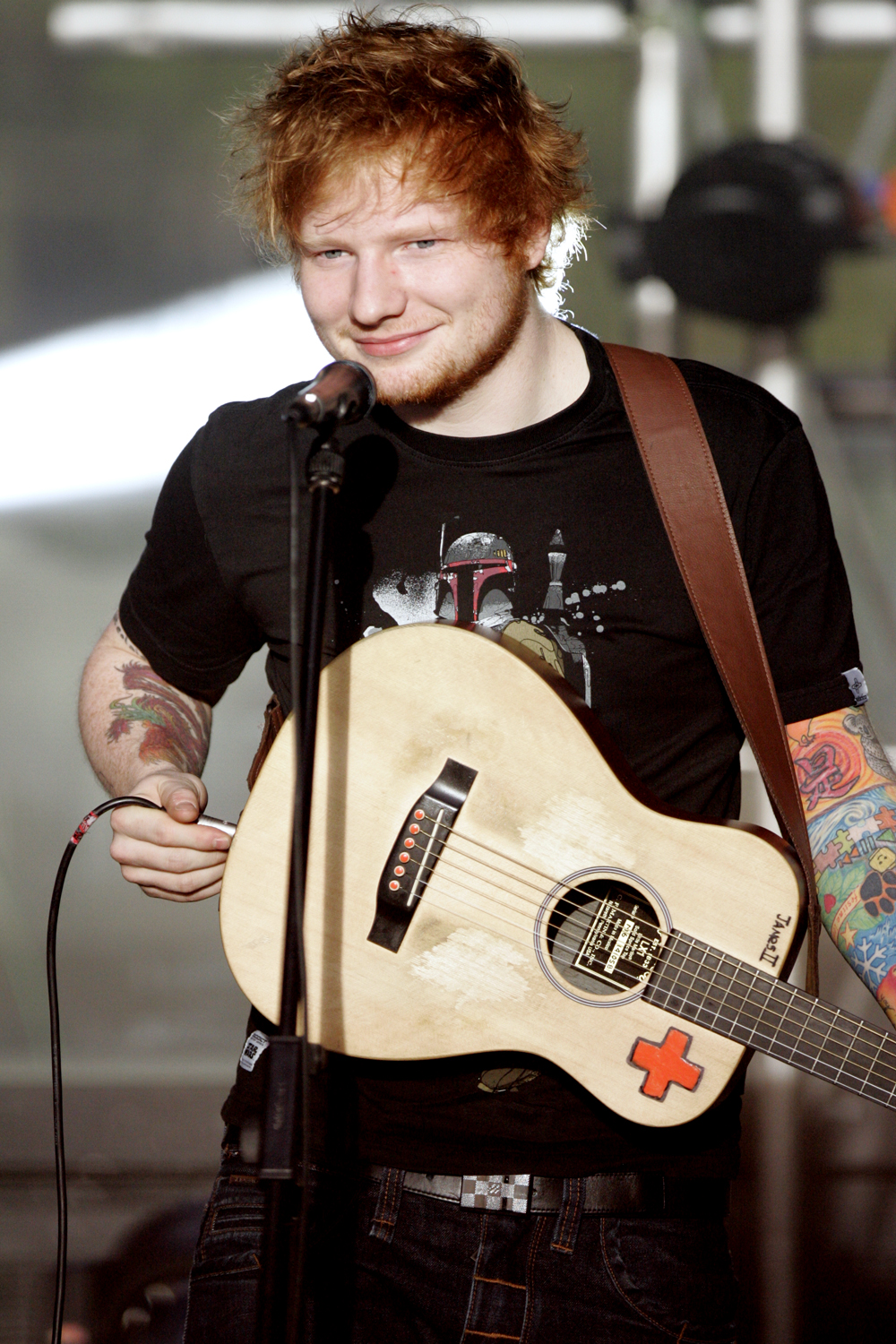
Ed sheeran

En noviembre de 2016, el dúo británico Gorgon City elaboró un ranking de las mejores canciones garage del Reino Unido que han entrado en la lista Billboard, situando a  "Masterblaster 2000" en el número 29.
En 2018, la House & Garage Orchestra, junto al MC Neat y Oggie, grabaron una versión orquestal de "Master Blaster (Jammin')" para el álbum de canciones garage, Garage Classics.

### Otras versiones
Entre otros músicos que han hecho versiones de este tema se encuentran Wyclef Jean, James Last, Jehro, Minni Driver y Ed Sheeran.